# Личанка
Лича́нка — село в Україні, у Бучанському районі Київської області. Населення становить 1000 осіб. Входить до складу Дмитрівської сільської громади.

## Географія
Село Личанка розташоване у лісостеповій зоні правобережної України на Київщині за 30 км від Києва, недалеко древньої Білогородки, ближче Ясногородка і поруч с. Шпитьки.
Землі села лежать на так званому Київському плато з висотами 160—180 м над рівнем моря. Найвищою точкою нашої місцевості є одна з вершин піщаного валу, що тягнеться від Бузови до Личанки і зветься «Могилою».

## Історія
В працях В. Б. Антоновича «Археологическая карта Киевскойгубернии», 1895 р. згадується нововиявлена пам'ятка археології — курган III ст. до н. е. — І ст. н. е. Ще в 30 роках ХХ ст., як згадують старожили, на Могилі лежав камінь з написом. На жаль, зник ще до ІІ світової війни.
Нині відомо про існування у трикутнику між Дніпром, Ірпенем і Стугною (Россю) в ІХ — ХІІ ст. 255 поселень. Цей трикутник і був центром з назвою Русь. До прийняття християнства князем Ігорем та Ольгою поляни жили родовими кланами і поклонялись Богам Природи. Язичницькі свята (Трійця, Купайла, Стрітення та ін.) перейшли до християнства і святкують донині.
У 988 році князь Володимир хрестив Русь і, як говорить літопис, «почав ставити церкви і людей на хрещення приводити».
У 992 році був закладений Білгород, де згодом була утворена єпархія.
У «Повісті минулих літ» згадуються набіги кочівників на Русь, які перешкоджали розвитку древньої держави.
В ході визвольної війни 1648-54 р.р. під проводом Богдана Хмельницького відзначилась Білгородська сотня в числі 16-ти сотень Київського козацького полку, розгромивши польські гарнізони в Боярці, Гатному, Шпитьках. Це відомо з історичних джерел. Вся Україна за часів гетьманщини була поділена на сотні і полки, як адміністративно-територіальні одиниці. Не виключено, що Личанка, як і Шпитьки, вже давно існувала та була спустошена ворогами. А писемна згадка про село з'явилась у 1720 р. в складі Ясногородської волості. В 1772 р. містечко Ясногородка мало 80 дворів, Бузова — 79, Неграші — 31, Личанка — 40, Шпитьки — 63. Власниками були князі Шуйські.
У 1900 році власницьке село Білогородської волості Київського повіту Київської губернії. Відстань від повітового міста 30  верст, від волості 10. Дворів 121, мешканців 627, 1 школа грамоти, 1 вітряний млин, 1 запасний хлібний магазин, 1 пожежний обоз.
З 1905 року с. Личанка з деякими навколишніми селами належали пану Терещенку. Він збудував у селі 3-х класну школу, у якій навчалося післявоєнне покоління. Жителі села ходили на богослужіння до церкви села Шпитьки, збудованої також Терещенком.
А в 1917 році відбувся більшовицький переворот. Політична боротьба і визвольні змагання тривали до 1920 року. Влада змінювалась від Центральної Ради, гетьмана Скоропадського до більшовицької окупації. На місцях створюються революційні комітети, виконуючи лозунг «Земля — селянам», «Фабрики і заводи — робітникам». Постановою Тимчасового робітничо-селянського уряду України від 8 лютого 1919 р. утворювались сільські Ради. Першим головою був Йосип Іванович Бойко.
В 1929 р. створено в с. Личанка Макарівського району колгосп «Нове життя», котре очолив Михайло Зіновійович Черниш. Через два роки завершено колективізацію. Голодні 1932-33 р.р. переживалися важко.
Активісти відбирали все зерно на держпоставки. Правлінням колгоспу було організовано видачу хліба (100 гр.) і картоплі (500 гр.) на трудодень, аби врятувати людей від вимирання.
1939—1945 р.р. — ІІ Світова війна. Захищати Батьківщину пішли всі дорослі чоловіки. Не повернулись до рідних домівок більше 100 синів нашого маленького села.
З 1944 року, коли ворога погнали на Захід, відновив роботу колгосп. Постало питання додаткової мобілізації чоловіків, постачання сільгосппродукції фронту. Будуються нові приміщення ферм, засіваються зернові культури, вирощується льон, картопля, висаджуються сади. Люди віддають всі сили на відновлення мирного життя.
З 1963 року колгосп села Личанки приєднано, як відділок, до радгоспу «Шпитьківський», Личанська сільська рада рішенням Київського облвиконкому від 10 квітня 1972 року була розформована, а село підпорядковано Шпитьківській сільській раді Києво-Святошинського району.
1986 року, у тяжке чорнобильське лихо, наші односельчани беруть участь у ліквідації аварії на атомній станції.
Український народ, скориставшись правом на самовизначення, з 24 серпня 1991 року живе в незалежній Україні. Вже вітер тріпоче жовто-блакитний прапор, у Парламенті обирається перший Президент.
Між тим, у нашому селі відбуваються позитивні зміни. За ініціативи Володимира Івановича Спасіченка, підтримки Михайла Петровича Спасіченка і громади розпочалась газифікація села. Згодом відбуваються зібрання мешканців села з вимогою відновити Личанську сільську раду. Таку ініціативу підтримує район.
І рішенням Київської обласної ради народних депутатів від 8 вересня 1994 року створена Личанська сільська рада з розміщенням її в с. Личанка, вул. Центральна 62.
На 20 листопада 1994 року були призначені вибори депутатів і голови Личанської сільської ради. Володимир Іванович Спасіченко був обраний першим головою Личанської сільської ради в незалежній Україні
З 1998 року розбудовував село на посаді сільського голови Тимошенко Микола Олексійович, з 2002 по 2010 рік — Дехтяренко Віктор Іванович.
З 2010 року на посаду сільського голови с. Личанка обрана Халматова Інна Миколаївна.

## Населення

### Мова
Розподіл населення за рідною мовою за даними перепису 2001 року:
| Мова       | Кількість | Відсоток |
| ---------- | --------- | -------- |
| українська | 989       | 98.9%    |
| російська  | 11        | 1.1%     |
| Усього     | 1000      | 100%     |

## Символіка

### Герб
У правому пурпуровому полі щита білим кольором зображено два козацькі хрести, які демонструють постійну готовність захистити мирний труд хліборобів — основної верстви населення району. Козацькі хрести на гербі — згадка про тяжкий і трагічний шлях, пройдений мужніми й незалежними місцевими жителями.
У лівому лазуровому полі щита золотиться чотирикрилий млин. Млин є символом урожаю, удачі, наполегливості, праці, руху та розвитку. Окрім того млин у цьому гербі образ насиченої історичної спадщини. Млин посів на гербі почесне місце не випадково. У свій час дерев'яний млин обвівався всіма вітрами на найвищій частині села. Тож здавна тут процвітало млинарство. На жаль давній млин не зберігся. Проте святе місце ніколи не пустує, тож тепер тут красується церква Покрови Пресвятої Богородиці. Окрім того млин у цьому гербі — образ насиченої історичної спадщини поселення.

### Прапор
Прапор — прямокутне полотнище співвідношення сторін полотнища 2:3 (ширина до довжини), ширина лазурової смуги складає ½ ширини полотнища, ширина пурпурової смуги теж складає ½ ширини полотнища, висота щита герба складає 1/10 ширини полотнища. В правому верхньому куту прапора — малий герб села.

## Галерея

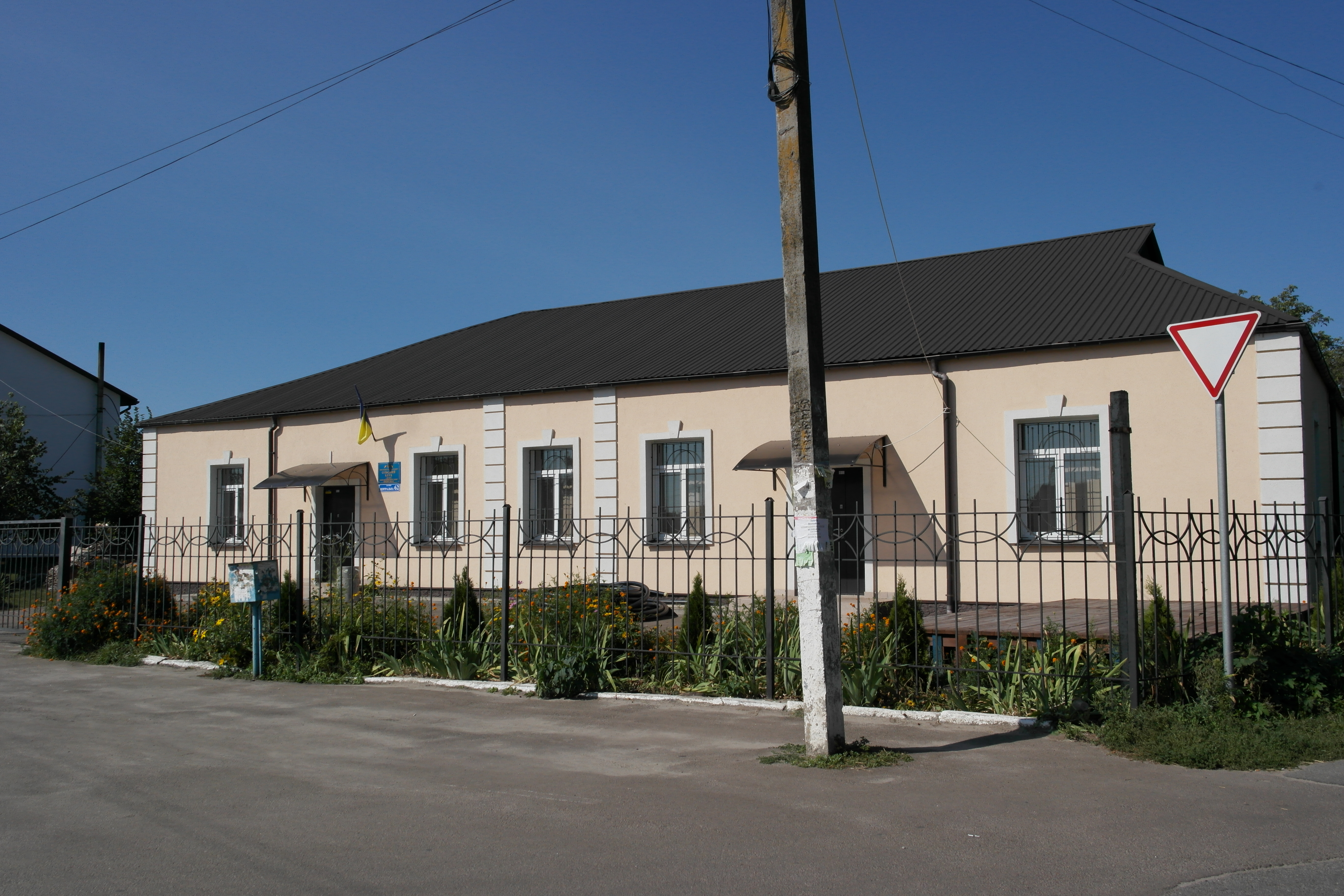
Личанка, сільська рада
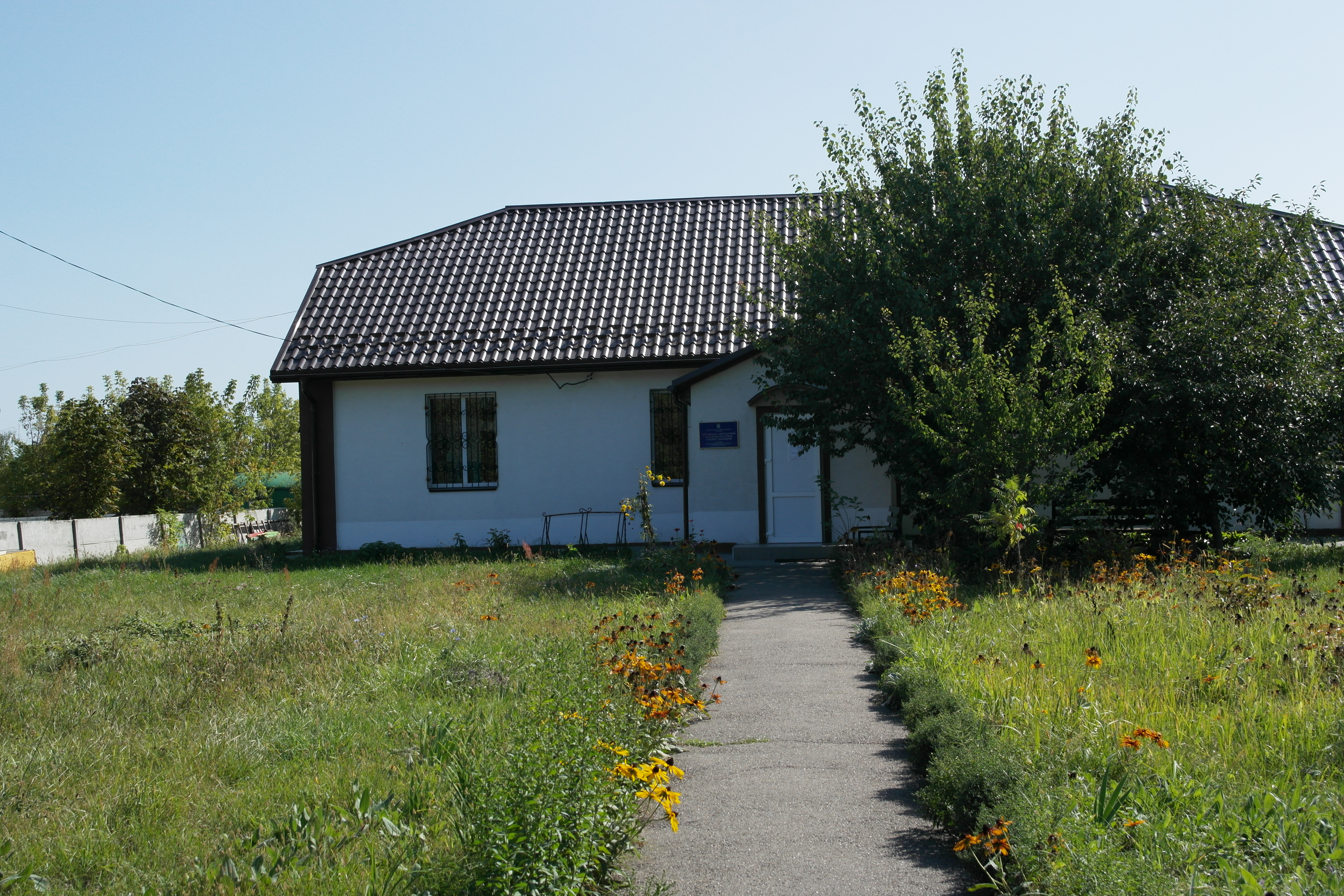
Личанка, амбулаторія сімейної медицини
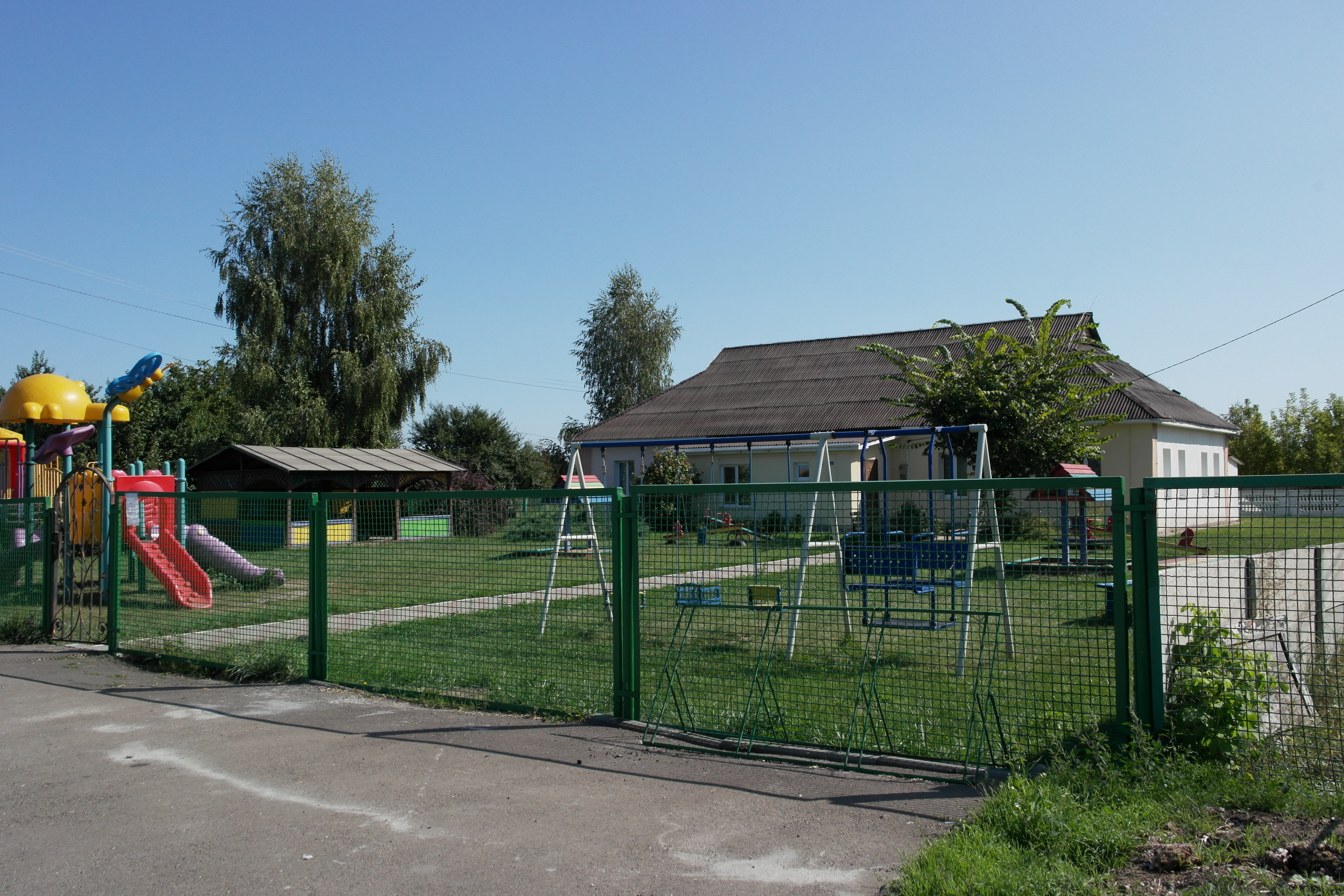
Личанка, дитячий садок
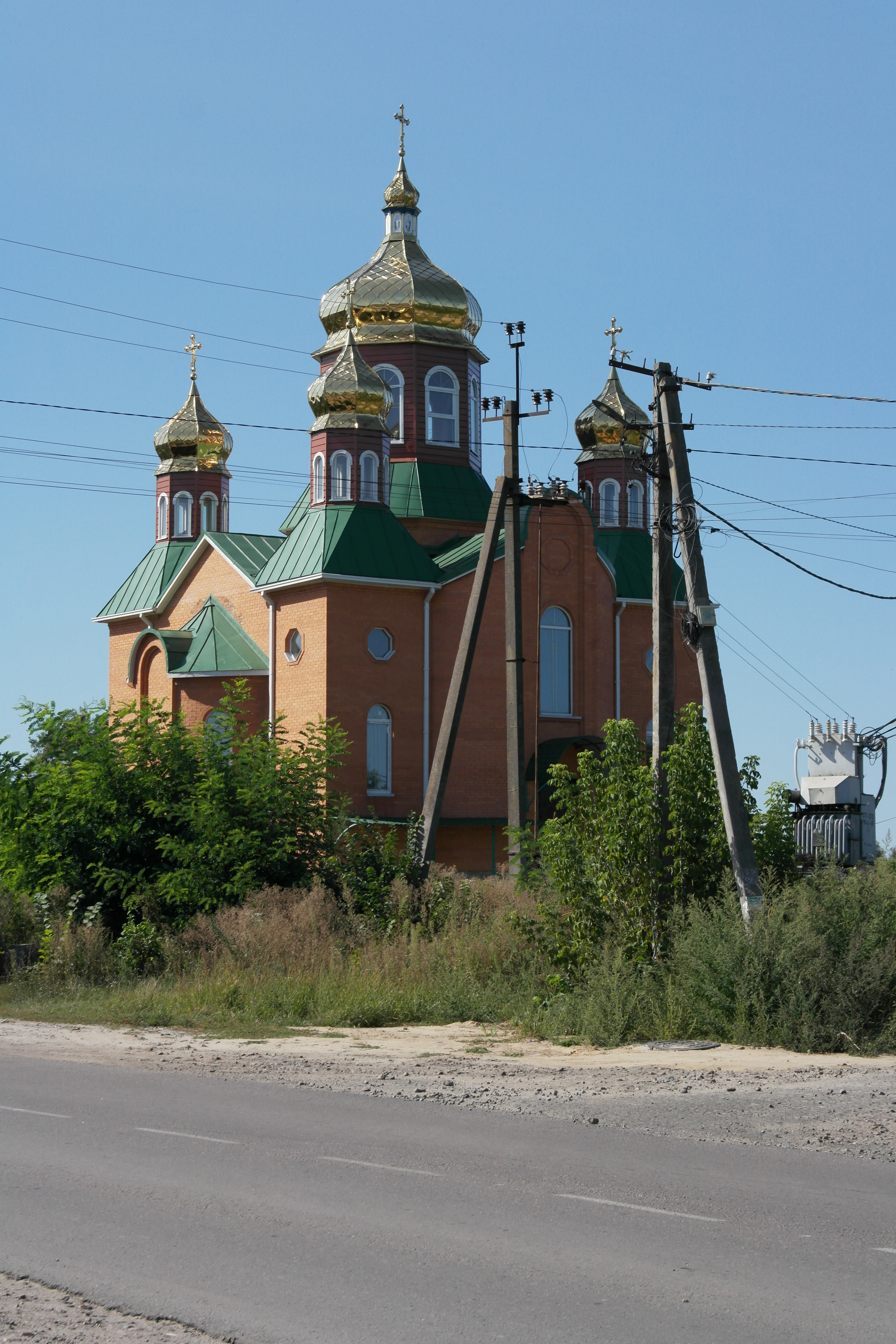
Личанка, нова церква
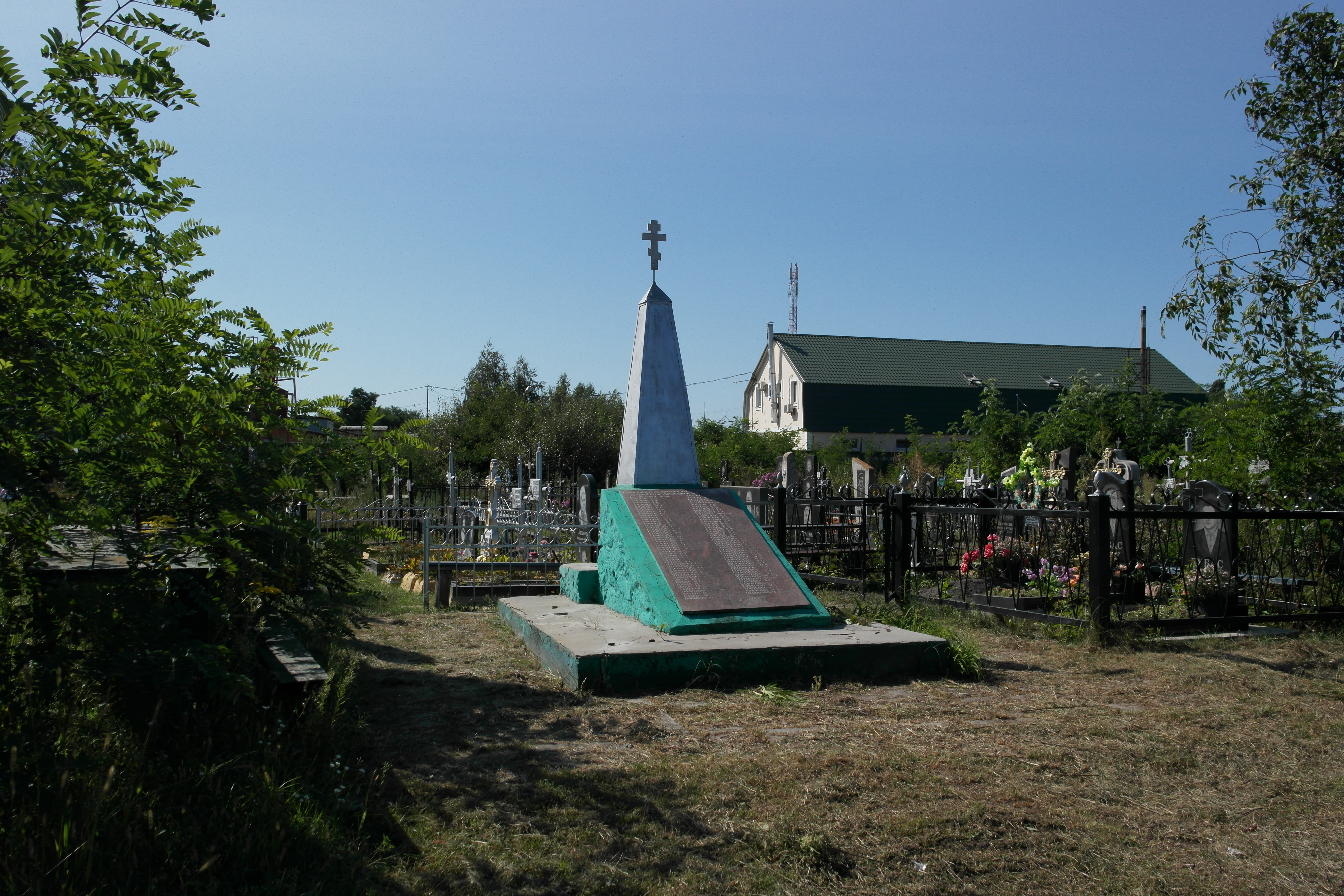
Пам'ятник воїнам-односельцям, які загинули в роки Великої Вітчизняної війни, цвинтар
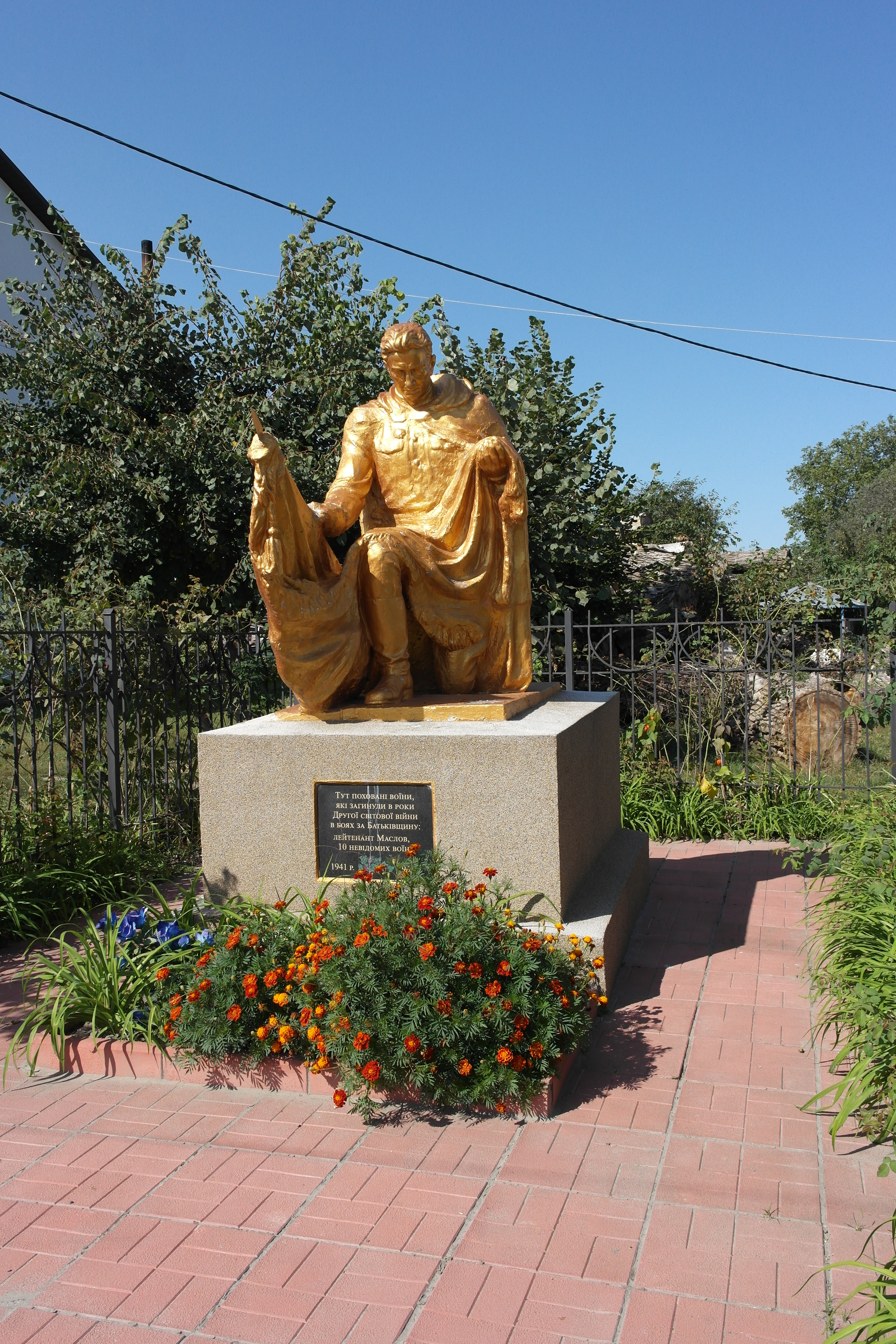
Братська могила воїнів Радянської Армії, які загинули в роки Великої Вітчизняної війни, село Личанка
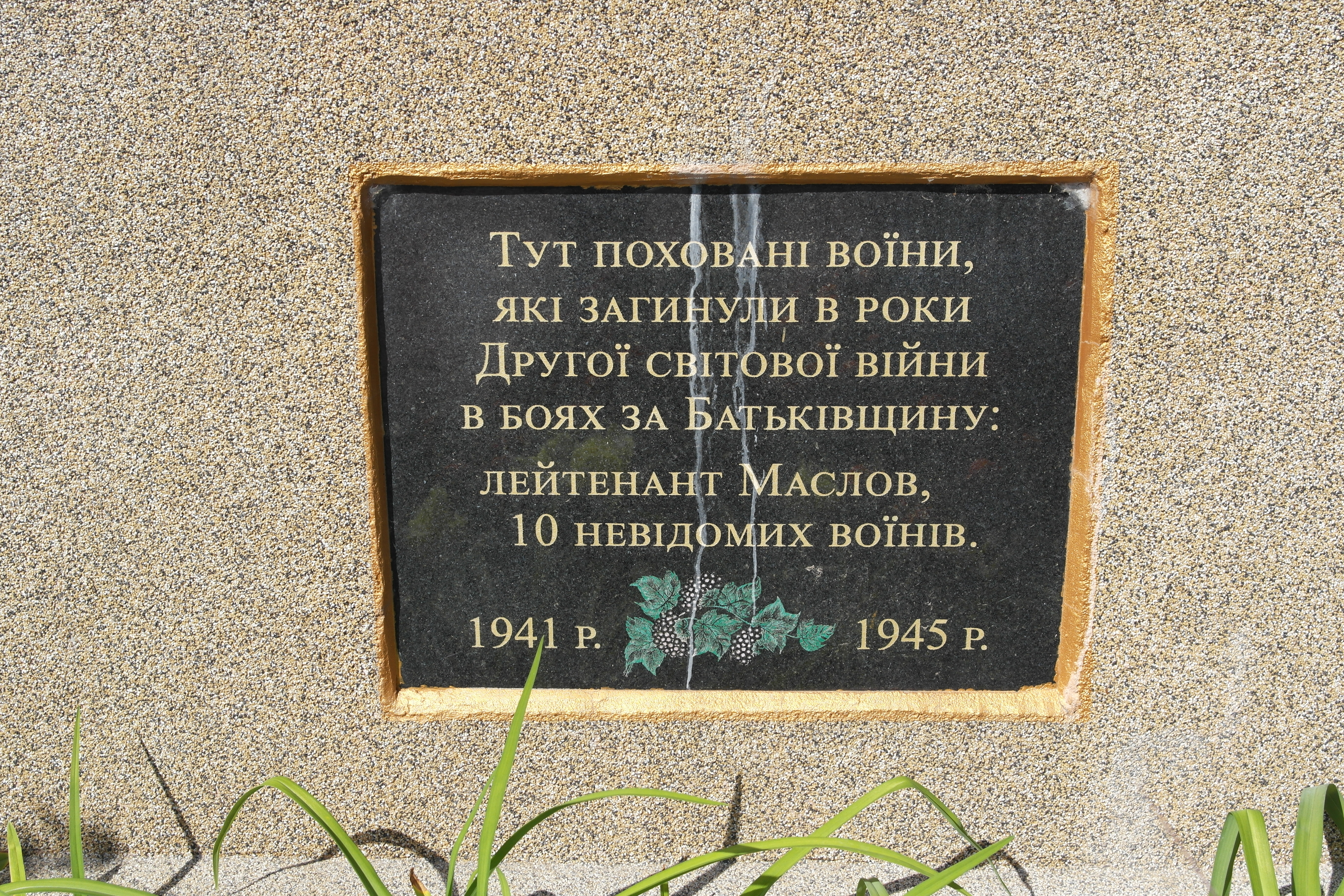
Напис на пам'ятнику
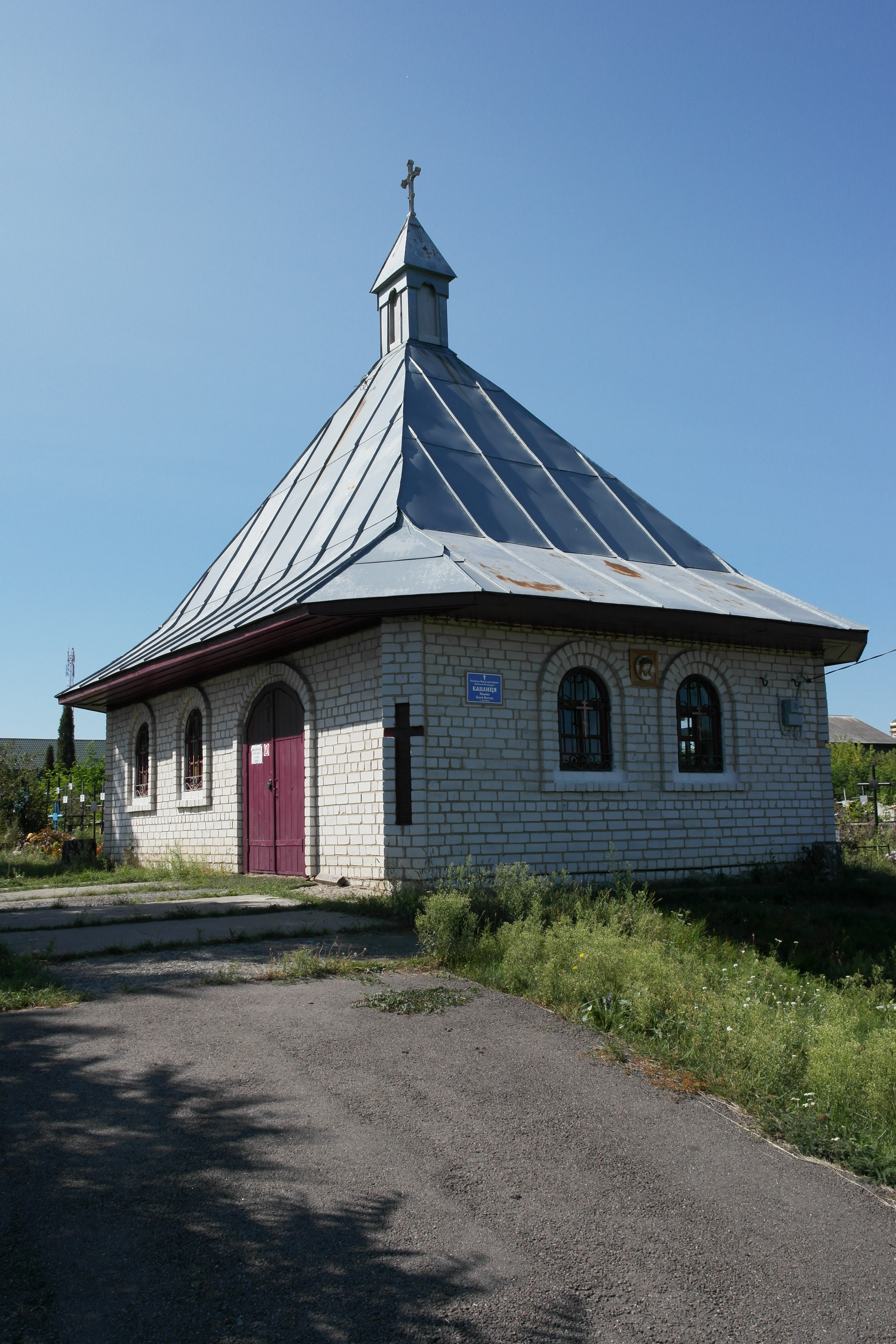
Личанка, каплиця на кладовищі
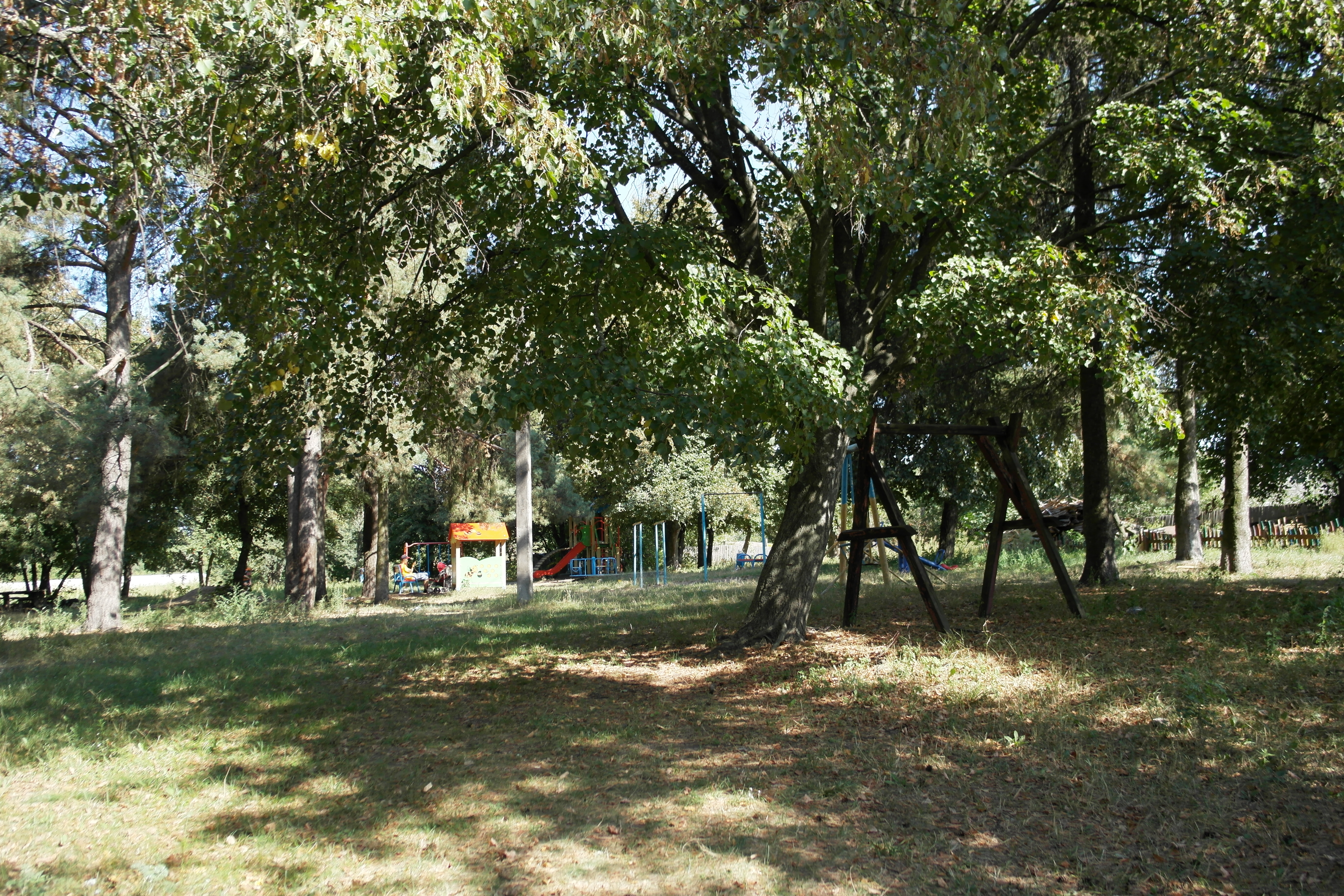
Личанка, маленький сільський парк